# Tanaka Wataru
Tanaka Wataru (sinh ngày 23 tháng 9 năm 2000) là một cầu thủ bóng đá người Nhật Bản.

## Sự nghiệp câu lạc bộ
Tanaka Wataru hiện đang chơi cho Vegalta Sendai.